# Helena Félix
Helena Félix (Porto, 10 de Abril de 1920 – Lisboa, 17 de Março de 1991) foi uma actriz portuguesa que co-fundou com Luzia Maria Martins, a primeira companhia de teatro independente de Lisboa. Recebeu a Medalha de Mérito Cultural em 1990.

## Biografia
Helena Félix nasceu em 10 de Abril de 1920, no Porto.
Estudou canto no Conservatório de Música do Porto. A sua estreia no teatro acontece em 1941, na revista O Jogo da Laranjinha, em cena no Teatro da Trindade.  Ao longo dos anos 40, participa em várias peças de teatro de revista, entre elas: "Ó Ai, Ó Linda" (1947) e "Tico-Tico" (1948), ambas no Teatro Maria Vitória.
É com o apoio de Palmira Bastos e Robles Monteiro que inicia a sua carreira no teatro declamado, o que a levará a integrar, em 1949, a Companhia Rey Colaço-Robles Monteiro, sedeada no Teatro Nacional D. Maria II, onde ficou até 1961.
Em 1964 fundou, com Luzia Maria Martins, a primeira companhia independente de Lisboa, o Teatro Estúdio de Lisboa (TEL), com sede no Teatro Vasco Santana.
Helena Félix morreu em 17 de Março de 1991, em Lisboa.

## Prémios e reconhecimento
Helena Félix recebeu o Prémio Bordalo (1968), ou Prémio da Imprensa, entregue pela Casa da Imprensa em 1969, na categoria "Teatro", que também distinguiu o actor José de Castro, o encenador Artur Ramos e o autor José Régio.
Recebeu mais um Prémio Bordalo (1970), ou Prémio da Imprensa, novamente como actriz na categoria "Teatro", "pela sua interpretação nas peças Quem É esta Mulher? e Lar".  A Casa da Imprensa distinguiu ainda o actor José de Castro, a encenadora Luzia Maria Martins (também por Lar), o cenógrafo José Rodrigues, o Teatro Estúdio de Lisboa (Prémio de Conjunto) e os espectáculos Melim 4 (encenado por Adolfo Gutkin) e Breve Sumário da História de Deus (encenado por Carlos Avilez). Nesta edição de 1971, foi ainda atribuído o "Prémio Especial de Revelação" a Margarida Mauperrin que, alegando razões pessoais, não aceitou o prémio.
Em 27 de Março de 1990, Helena Félix recebeu a Medalha de Mérito Cultural atribuída pelo Ministério da Cultura português.

## Filmografia
No cinema, Helena Félix participou em filmes como:
- Aqui, Portugal (1947), de Armando de Miranda
- Quando o Mar Galgou a Terra (1954)
- Os Touros de Mary Foster (1972), de Henrique Campos
- O Mal-Amado (1972) de Fernando Matos Silva
- A Noite e a Madrugada (1983) de Artur Ramos.